# Tarachidia neomexicana
Tarachidia neomexicana är en fjärilsart som beskrevs av Smith 1900. Tarachidia neomexicana ingår i släktet Tarachidia och familjen nattflyn. Inga underarter finns listade i Catalogue of Life.